# Liste der Biografien/Veu
Liste der Biografien |
Portal Biografien |
Personensuche
# |
A |
B |
C |
D |
E |
F |
G |
H |
I |
J |
K |
L |
M |
N |
O |
P |
Q |
R |
S |
T |
U |
V |
W |
X |
Y |
Z |
?
 
Va |
Ve |
Vh |
Vi |
Vj |
Vl |
Vn |
Vo |
Vr |
Vs |
Vt |
Vu |
Vy
 
Vea |
Veb |
Vec |
Ved |
Vee |
Veg |
Veh |
Vei |
Vej |
Vek |
Vel |
Vem |
Ven |
Veo |
Veq |
Ver |
Ves |
Vet |
Veu |
Vev |
Vex |
Vey |
Vez
Die Liste der Biografien führt alle Personen auf, die in der deutschsprachigen Wikipedia einen Artikel haben. Dieses ist eine Teilliste mit 8 Einträgen von Personen, deren Namen mit den Buchstaben „Veu“ beginnt.

## Veu

### Veuc
- Veuchelen, Frederik (* 1978), belgischer Radrennfahrer

### Veui
- Veuillet, Auguste (1910–1980), französischer Autorennfahrer und Unternehmer
- Veuillot, Pierre (1913–1968), französischer Geistlicher, Erzbischof von Paris und Kardinal der römisch-katholischen Kirche

### Veul
- Veulliet, Eric (* 1963), deutscher Geologe und Hochschullehrer

### Veum
- Veum, Anja (* 1979), norwegische Skilangläuferin

### Veur
- Veurink, Arjan (* 1986), niederländischer Fußballtrainer

### Veus
- Veuster, Damian de (1840–1889), Ordenspriester, HeiligerDamian de Veuster (1840–1889)

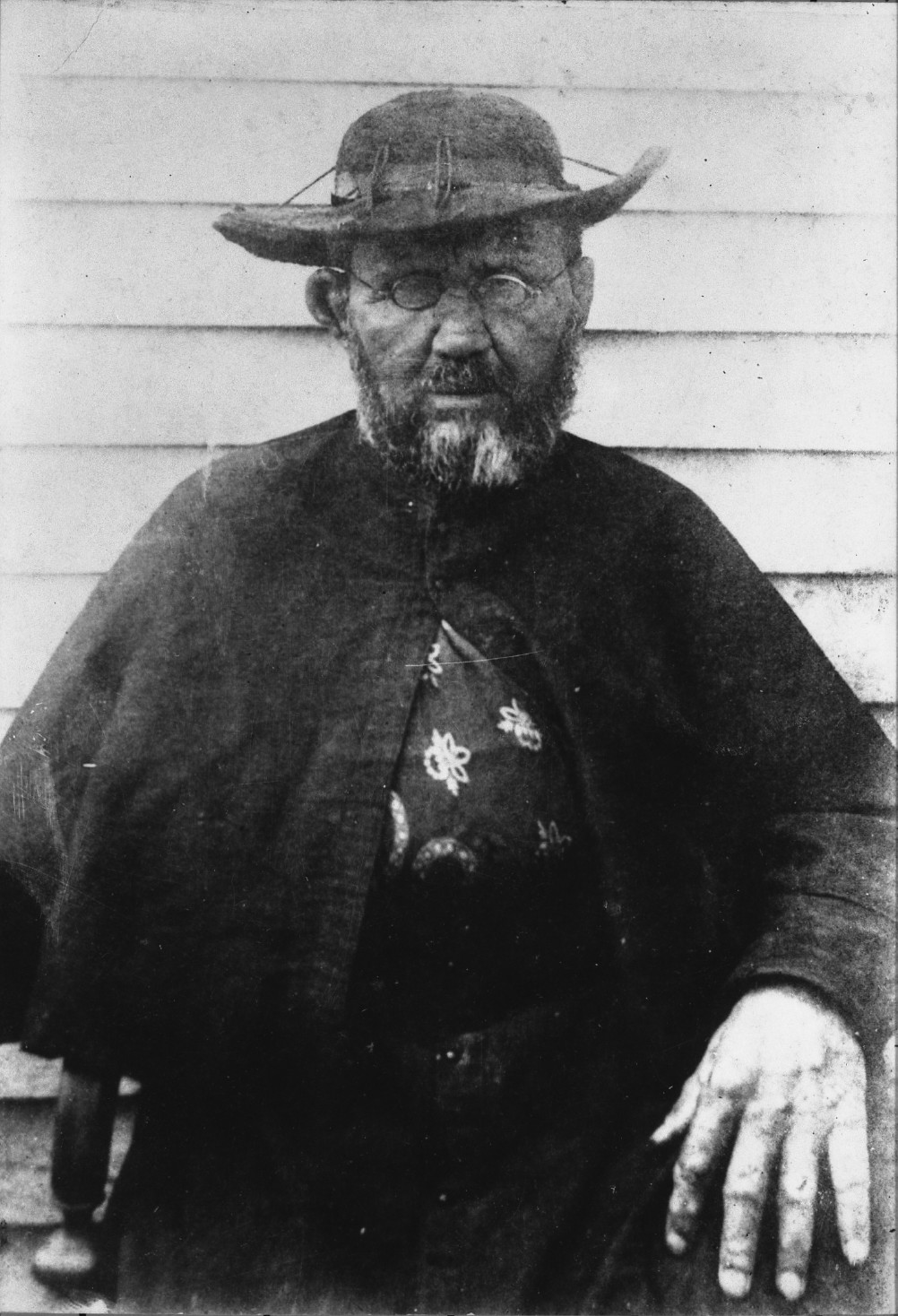
Damian de Veuster (1840–1889)

### Veuv
- Veuve, Jacqueline (1930–2013), Schweizer Dokumentarfilmerin und Ethnologin